# محافظة برياه فيهير
محافظة برياه فيهير هي محافظة في كمبوديا، بلغ عدد سكانها 170٬852 نسمة، عاصمتها Preah Vihear (town) ‏، تبلغ مساحتها 13٬788٫0 كيلومتر مربع.

## الموقع
تشترك في الحدود مع:
- محافظة أوبون راتشاثاني (تايلاند)
- محافظة كامبونغ ثوم
- محافظة ستونغ ترينغ
- محافظة سيم رياب
- محافظة سي سا كت (تايلاند)
- محافظة أودار ميانتشي
- محافظة تشامباساك (لاوس).

## التقسيمات الإدارية
- Chey Saen District [الإنجليزية]‏
- Chhaeb District [الإنجليزية]‏
- Choam Khsant District [الإنجليزية]‏
- Kuleaen District [الإنجليزية]‏
- Rovieng District [الإنجليزية]‏
- Sangkum Thmei district [الإنجليزية]‏
- Tbaeng Meanchey District [الإنجليزية]‏.